# Spinolambrus
Spinolambrus is een geslacht van kreeftachtigen uit de klasse van de Malacostraca (hogere kreeftachtigen).

## Soorten
- Spinolambrus exilipes (Rathbun, 1894)
- Spinolambrus fraterculus (Stimpson, 1871)
- Spinolambrus johngarthi (Hendrickx & Landa-Jaime, 1997)
- Spinolambrus macrochelos (Herbst, 1790)
- Spinolambrus meridionalis (Boschi, 1965)
- Spinolambrus notialis (Manning & Holthuis, 1981)
- Spinolambrus pourtalesii (Stimpson, 1871)
- Spinolambrus verrucosus (Studer, 1883)